# Éléonore de Lowenstein-Wertheim
Éléonore de Lowenstein-Wertheim (Éléonore Maria Anna; 16 février 1686 – 22 février 1753) est une princesse de Lowenstein-Wertheim-Rochefort. Elle est landgravine de Hesse-Rotenbourg par mariage. 

## Biographie
Fille de Maximilien-Charles de Loewenstein-Wertheim-Rochefort et sa femme Maria Polyxène Khuen de Lichtenberg, elle est née à Vienne. Elle est leur sixième enfant. Son père est entré au service impérial à un jeune âge, est conseiller impérial à partir de 1684, d'où sa naissance à Vienne, la capitale du Saint-Empire romain, alors dirigé par Léopold Ier.
Sa mère est membre de la famille qui gouverne le comté de Lichtenberg et Belasi. Ses parents sont cousins et elle devait épouser son cousin germain, Ernest-Léopold de Hesse-Rheinfels-Rotenbourg.
Le couple s'est marié à Francfort, le 9 novembre 1704, la mariée étant âgée de 18 ans et le marié 20. Ils sont parents de 10 enfants, dont cinq ont eu une descendance. Elle survécut trois ans à son mari.
Sa petite-fille aînée, Éléonore de Savoie, est nommée en son honneur. Son petit-fils aîné est Victor-Amédée III de Sardaigne.

## Descendance
- Joseph de Hesse-Rotenbourg (1705-1744). En 1726, il épouse Christine de Salm (1707-1775), (fille du prince Louis-Othon de Salm), (postérité)
- Polyxène-Christine de Hesse-Rheinfels-Rotenbourg (1706-1735). En 1724, elle épouse Charles-Emmanuel III de Sardaigne (1701-1773)
- Wilhelmine de Hesse-Rheinfels-Rotenbourg (1707-1708)
- Guillaume de Hesse-Rheinfels-Rotenbourg (1708-1708)
- Sophie de Hesse-Rheinfels-Rotenbourg (1709-1711)
- François de Hesse-Rheinfels-Rotenbourg (1710-1739)
- Éléonore de Hesse-Rheinfels-Rotenbourg (1712-1759). En 1731, elle épouse le comte palatin Jean-Christian de Palatinat-Soulzbach (+ 1733)
- Caroline de Hesse-Rheinfels-Rotenbourg (1714-1741). En 1728, elle épouse le prince Louis IV Henri de Bourbon-Condé (1692-1740)
- Constantin de Hesse-Rheinfels-Rotenburg (1716-1778), landgrave de Hesse-Rheinfels-Rotenbourg épouse en 1745 Sophie de Starhenberg (1722-1773).
- Christine-Henriette de Hesse-Rheinfels-Rotenbourg (1717-1778). En 1740, elle épouse Louis-Victor de Savoie, prince de Carignan (1721-1778) et est la mère de la princesse de Lamballe et de la princesse de Lobkowicz.

## Sources
- Hans-Günter Kittelmann: Kleiner Führer durch die Rotenburger Quart 1627-1834 und das Fürstenhaus de Hesse-Rotenburg. Geschichtsverein Altkreis Rotenburg. p. 28-43